# Оріоль Донгмо
Оріоль Саллі Донгмо Мекемнанг (фр. Auriol Sally Dongmo Mekemnang, нар. 3 серпня 1990) — португальська легкоатлетка камерунського походження, яка спеціалізується у штовханні ядра.
Розпочала заняття легкою атлетикою у 15-річному віці.
За часи виступів за Камерун (до 2017) двічі ставала чемпіонкою африканського континента у штовханні ядра та двічі вигравала у цій дисципліні Африканські ігри.
Отримала право виступати за Португалію з 26 липня 2020.

## Спортивні досягнення
Чемпіонка світу в приміщенні (2022).
Переможниця Світового туру в приміщенні у штовханні ядра.
Фіналістка двох олімпійських змагань у штовханні ядра — 5-е місце у 2021 та 12-е місце у 2016.
Фіналістка (5-е місце) на чемпіонаті світу (2022).
Срібна призерка чемпіонату Європи (2022).
Чемпіонка Європи в приміщенні (2021).
Переможниця Кубку Європи з метань (2022).
Дворазова чемпіонка Африки (2014, 2016) та бронзова призерка чемпіонату Африки (2012).
Дворазова чемпіонка Африканських ігор (2011, 2015).
Багаторазова чемпіонка Португалії у штовханні ядра простонеба та в приміщенні.
Рекордсменка Португалії у штовханні ядра просто неба та в приміщенні.